# Sœurs dominicaines

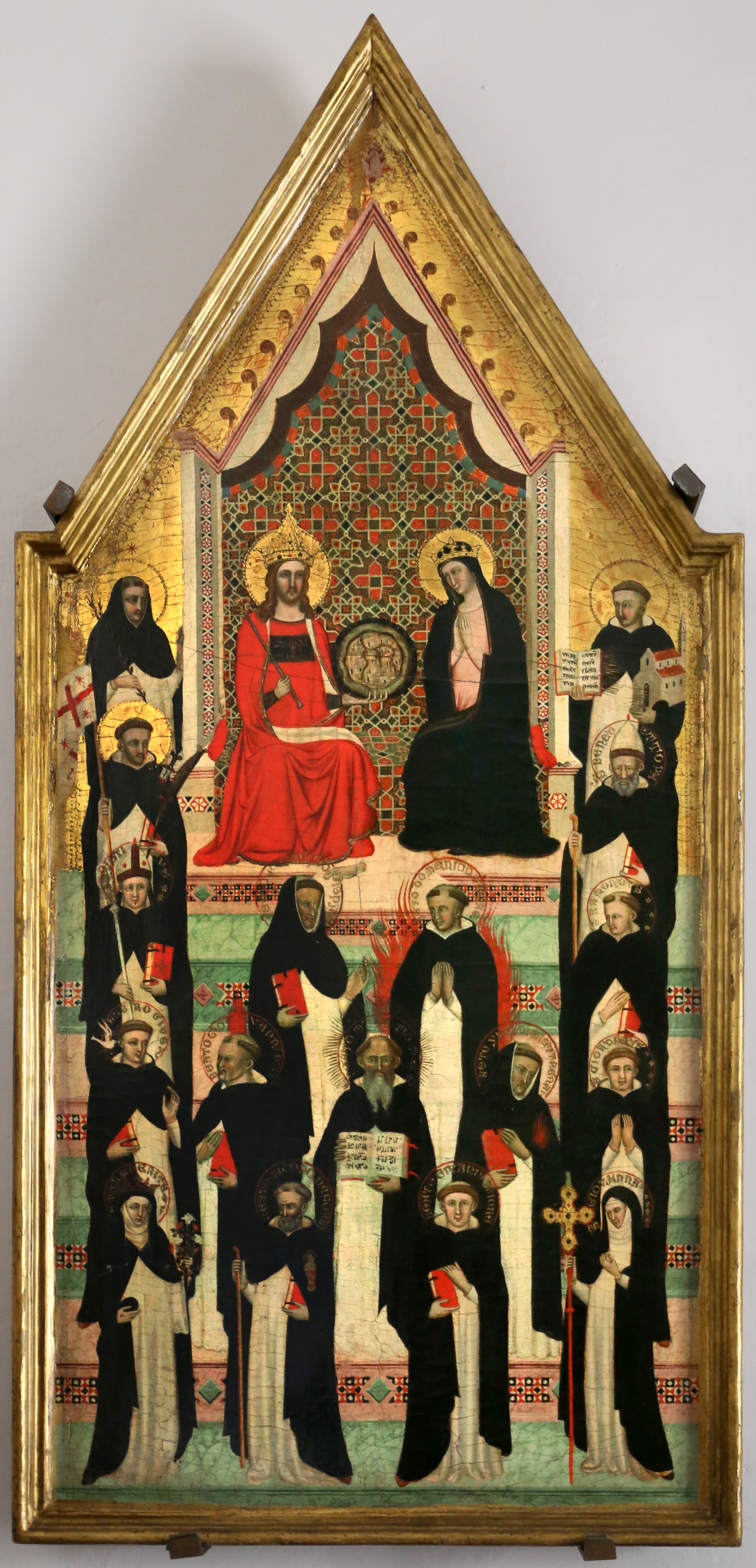
Saints et bienheureux dominicains entourant la Vierge et le Christ, musée de Santa Maria Novella.

Le terme de « sœurs dominicaines » renvoie à deux types de religieuses catholiques en lien avec l’ordre dominicain (ou ordre des Prêcheurs) : les sœurs contemplatives et les sœurs apostoliques.

## Les sœurs contemplatives: les moniales dominicaines
Les sœurs dominicaines contemplatives sont des moniales cloîtrées, qui mènent une vie de prière et de travail manuel et intellectuel dans des monastères dominicains. Ces monastères sont donc souvent situés à la campagne, dans des lieux qui favorisent le silence et la contemplation, à la différence des couvents de frères dominicains, situés dans les villes.
Les moniales dominicaines font partie de l’ordre des Prêcheurs : comme les frères,  elles sont rattachées directement au Maître de l’ordre par leur profession religieuse. En France, la majorité des monastères de moniales dominicaines, ainsi qu'un monastère norvégien et un suisse, sont regroupés au sein de la Fédération Notre-Dame des Prêcheurs, qui permet la mise en commun des ressources de formation et de gouvernement. Cette fédération est reconnue au sein de l'ordre, qui lui fournit un dominicain comme assistant religieux. 

## Les sœurs apostoliques dominicaines
Les sœurs apostoliques dominicaines sont des religieuses de vie apostolique, c’est-à-dire que, tout en menant une vie communautaire dans leurs couvents ou maisons, elles sont engagées dans certaines activités ou travaux à l’extérieur de leur lieu de vie. Les sœurs apostoliques dominicaines sont rassemblées actuellement en plus d'une centaine de congrégations qui ont, pour certaines, un apostolat spécifique. Ces congrégations sont généralement membres de la famille dominicaine, qui regroupe informellement toutes les personnes engagées dans un projet de vie dans l’esprit de saint Dominique.
Il faut en outre citer les dominicaines du Saint-Esprit (Pontcallec), société de vie apostolique de droit pontifical, à vocation enseignante et de sensibilité traditionaliste.

## Instituts de dominicaines affiliées à l'ordre
Les premières affiliations formelles de congrégations de moniales au premier ordre dominicain ont lieu sous le gouvernement de Vincent Jandel et se poursuivent sous Giuseppe Sanvito et José Maria Larroca. En 1895, Andreas Franz Frühwirth établit des règles pour obtenir l'affiliation : l'institut doit adopter l'habit dominicain, avec formule de vœux religieux similaire à celle du premier ordre et adopter la liturgie dominicaine. Les congrégations issues de monastères du deuxième ou du troisième ordre n'ont pas besoin d'un décret formel d'affiliation puisqu'elles sont regroupées implicitement dans l'ordre.  
- Dominicaines de Sainte Catherine de Sienne du Portugal, 13 novembre 1868[5]
- Dominicaines de la congrégation du Saint Rosaire de Sinsinawa, 1875.
- Dominicaines de Notre-Dame du Saint-Rosaire de Monteils, 27 novembre 1875.
- Dominicaines de la congrégation de Sainte Catherine de Sienne de Racine, 12 juillet 1877.
- Dominicaines du Saint Esprit de Florence, 14 décembre 1878.
- Petites sœurs dominicaines, 13 mars 1880[6].
- Dominicaines de l'Annonciation, 19 août 1884.
- Dominicaines de l'Immaculée Conception, 8 décembre 1884.
- Sœurs de Saint Dominique de Cracovie, 1885.
- Dominicaines de Sainte Catherine de Sienne d'Albi, 11 septembre 1885.
- Dominicaines du Saint Nom de Jésus de Toulouse, 4 août 1886.
- Dominicaines de Béthanie, 1er novembre 1888.
- Dominicaines de la congrégation de Sainte Catherine de Ricci, 14 mars 1889.
- Dominicaines de la congrégation de la Reine du Saint Rosaire de Mission Saint José, 28 janvier 1890.
- Dominicaines de Malte, 1893.
- Dominicaines de Notre-Dame de Grâce de Châtillon, 15 mars 1893.
- Dominicaines missionnaires de la Sainte Famille, 25 juin 1896[7].
- Dominicaines filles du Saint Rosaire de Pompéi, 22 août 1897.
- Dominicaines missionnaires de Saint Sixte, 8 novembre 1903.
- Dominicaines des Anges de Korcula, 1905.
- Dominicaines de la congrégation américaine de la Sainte-Croix, 1907.
- Dominicaines de Bohême, 4 février 1908[8].
- Dominicaines de la Congrégation de Sainte Catherine de Sienne de King William Town, 23 novembre 1908.
- Dominicaines missionnaires du Sacré Cœur de Jésus, 9 juillet 1909.
- Dominicaines de Sainte Catherine de Sienne de Bogotá, 1910.
- Dominicaines de Sainte Rose de Lima de Hawtorne, 25 mars 1910[9].
- Sœurs de Saint Dominique de Grenade, 10 mai 1910.
- Dominicaines de la congrégation de Sainte Cécile de Nashville, 15 mai 1913.
- Dominicaines de la congrégation de Sainte Catherine de Sienne d'Oakford, 18 avril 1915.
- Dominicaines de la congrégation de Notre-Dame du Sacré-Cœur de Grand Rapids, 12 octobre 1918.
- Sœurs missionnaires dominicaines du Saint-Rosaire, 25 mars 1920.
- Dominicaines de Maryknoll, 10 juin 1920.
- Dominicaines de Sainte Rose de Lima de Mérida (Colombie), 29 mai 1924.
- Sœurs de l'union de sainte Catherine de Sienne des missionnaires des écoles, 22 juillet 1924.
- Dominicaines de Sainte Catherine de Sienne de Mossoul, 7 mars 1927.
- Dominicaines de la congrégation anglaise de sainte Catherine de Sienne, 6 octobre 1929.
- Dominicaines de la bienheureuse Imelda, 23 avril 1931.
- Dominicaines missionnaires des campagnes, 20 août 1932.
- Sœurs missionnaires de Saint Dominique, 24 juin 1934.
- Dominicaines de la congrégation du Saint Rosaire d'Adrian, 1er mars 1936.
- Dominicaines missionnaires de Notre-Dame de la Délivrande, 22 novembre 1941.
- Dominicaines de Santa Maria dell'Arco, 19 mars 1942.
- Sœurs enseignantes du cénacle dominicain, 3 janvier 1943.
- Dominicaines de Sainte Catherine de Sienne de Kenosha, 25 novembre 1952[10].
- Dominicaines du saint rosaire des Philippines, 16 janvier 1959[11].
- Sœurs de la charité dominicaines de la Présentation, 15 décembre 1959.
- Dominicaines de la congrégation romaine de saint Dominique, 10 janvier 1960.
- Filles de Notre-Dame de Nazareth de Bogotá, 15 avril 1964.
- Dominicaines de la Trinité, 17 février 1967.
- Union des Sœurs Dominicaines de Saint Thomas d'Aquin, 21 octobre 1970.
- Dominicaines Missionnaires de Notre Dame de la Délivrande Madagascar, 2008[12].
- Dominicaines de la Bienheureuse Imelda de Slovaquie, 1977[13].
- Dominicaines de Sainte Catherine de Sienne d'Arenberg
- Dominicaines de Sainte Catherine de Sienne des Philippines
- Dominicaines de l'Enseignement de l'Immaculée Conception de Pampelune
- Dominicaines de la Paix , nées en 2009 et issues de la congrégation de Sainte-Catherine, Kentucky
- dominicaines de l'esperance, fondées en 1995 par l'union des congrégations de Newburgh, Fall River et Ossining
- Dominicaines de Notre Dame du Rosaire et de Sainte Catherine de Sienne

## Filmographie
- Amoureuses, documentaire tourné au monastère Notre-Dame-du-Rosaire au Québec où la seule communauté francophone de moniales dominicaines en Amérique du Nord y a vécu pendant près d'un siècle[14].